# Apis nuluensis
La abeja melífera de Borneo (Apis nuluensis) es una especie de himenóptero apócrito de la familia Apidae. Es una abeja melífera descrita en 1996. Hoy en día es considerada una subespecie de Apis cerana (Apis cerana nuluensis). Su distribución geográfica es la isla que comprende los estados de Sabah y Borneo, y Brunéi.
Apis nuluensis se distribuye en Sabah, Borneo; Apis cerana se distribuye en el este de Asia, en un área que va de Afganistán al este, al este de Rusia e Indonesia y norte de Japón; Apis koschevnikovi se distribuye en Malasia e Indonesia; Apis nigrocincta tiene su distribución en Célebes y Mindanao en Filipinas. Estas tres especies son parcialmente simpátricas con Apis cerana. Tres de las cuatro especies que anidan en cavidades habitan Borneo. Las comparaciones morfológicas de estas tres especie simpáticas en Borneo indican que Apis cerana tiene más similitudes con Apis nuluensis que con Apis koschevnikovi (Fuchs et al., 1996). Similitudes y estimaciones filogenéticas basadas en la secuencia del ADN mitocondrial y los nucleótidos indican que Apis cerana y Apis nuluensis son dos especies relacionadas (Arias et al., 1996; Tanaka et al.,2001).
La varroasis en esta especie es producida por el ácaro Varroa underwoodi al igual que en Apis nigrocincta.
Michael S. Engel en 1999 cita a Apis nuluensis, Apis koschevnikovi y Apis nigrocincta (variedad más oscura) como subespecies de Apis cerana englobándolas a todas como Apis cerana nuluensis. Mientras que éstas fueron descritas originalmente como especies, se ha determinado que representan una raza geográfica o subespecie de Apis cerana según su trabajo titulado The taxonomy of recent and fossil honeybees (Hymenoptera; Apidae; Apis). Journal of Hymenoturae Research 8(2): 165-196.